# Jean Cluzel
Jean Cluzel (18 de novembro de 1923 — 12 de setembro de 2020) foi um político francês conhecido na década de 1980 por suas reportagens sobre a mídia audiovisual. Ele nasceu em Moulins, Allier, França, em novembro de 1923. Cluzel foi senador, e foi membro da Académie des sciences morales et politiques.
Morreu no dia 12 de setembro de 2020, aos 96 anos.